# Фігурне катання на зимових Олімпійських іграх 1924 — парне катання
Змагання турніру в парній програмі з фігурного катання на зимових Олімпійських іграх 1924 відбувалися 31 січня.
Усі змагання пройшли на Олімпійському стадіоні у Шамоні.
У змаганнях брали участь 18 фігуристів (9 команд) зі 7 країн світу.

## Медалісти
| Золото                             | Срібло                              | Бронза                    |
| Гелене Енгельманн / Альфред Бергер | Людовіка Якобссон / Волтер Якобссон | Андре Брюне / П'єрр Брюне |
|                                    |                                     |                           |

## Результати
Рефері:  Александер фон Сабо де Букс
Судді:
- Френсіс Пігерон
- Луї Маґнус
- Гінек Котт
- Дж. Г. Кюнзлі
- Герберт Іглезіс
- Джозеф Феллнер
- Ернст Герц

| П. | Атлети                              | Країна          | Судді   | Судді   | Судді     | Судді     | Судді           | Судді           | Судді   | Судді   | Судді   | Судді   | Судді   | Судді   | Судді   | Судді   | СП   | УБ    |
| П. | Атлети                              | Країна          | Австрія | Австрія | Фінляндія | Фінляндія | Велика Британія | Велика Британія | Австрія | Австрія | Франція | Франція | Франція | Франція | Бельгія | Бельгія | СП   | УБ    |
| П. | Атлети                              | Країна          | Бали    | П       | Бали      | П         | Бали            | П               | Бали    | П       | Бали    | П       | Бали    | П       | Бали    | П       | СП   | УБ    |
| -- | ----------------------------------- | --------------- | ------- | ------- | --------- | --------- | --------------- | --------------- | ------- | ------- | ------- | ------- | ------- | ------- | ------- | ------- | ---- | ----- |
| 1  | Гелене Енгельманн / Альфред Бергер  | Австрія         | 10,50   | 1       | 11,00     | 2         | 10,75           | 1               | 10,75   | 1       | 11,00   | 1       | 9,50    | 1       | 11,00   | 2       | 9,0  | 10,64 |
| 2  | Людовіка Якобссон / Волтер Якобссон | Фінляндія       | 9,75    | 4       | 9,50      | 3         | 11,50           | 2               | 10,50   | 2       | 10,50   | 3,5     | 9,50    | 3       | 11,50   | 1       | 18,5 | 10,25 |
| 3  | Андре Брюне / П'єрр Брюне           | Франція         | 10,25   | 2       | 8,25      | 6         | 10,25           | 3               | 9,75    | 4       | 10,75   | 2       | 9,50    | 2       | 10,50   | 3       | 22,0 | 9,89  |
| 4  | Етель Макельт / Джон Пейдж          | Велика Британія | 9,50    | 6,5     | 11,25     | 1         | 9,50            | 7               | 10,50   | 3       | 10,50   | 3,5     | 9,00    | 5,5     | 10,25   | 4       | 30,5 | 9,93  |
| 5  | Жеоргетт Гербос / Жорж Вогеманс     | Бельгія         | 10,00   | 3       | 9,25      | 4         | 9,00            | 6               | 8,00    | 7       | 7,50    | 7       | 9,25    | 4       | 8,75    | 6       | 37,0 | 8,82  |
| 6  | Тереза Вельд / Натаніель Нілс       | США             | 9,75    | 5       | 8,50      | 5         | 9,25            | 5               | 9,25    | 6       | 9,25    | 5,5     | 9,00    | 5,5     | 8,50    | 7       | 39,0 | 9,07  |
| 7  | Сесіл Сміт / Мелвілл Роджерс        | Канада          | 9,50    | 6,5     | 8,00      | 8         | 9,25            | 4               | 9,75    | 5       | 9,25    | 5,5     | 8,50    | 7       | 9,00    | 5       | 41,0 | 9,11  |
| 8  | Мілдред Річардсон / Томас Річардсон | Велика Британія | 9,00    | 8       | 8,25      | 7         | 8,00            | 8               | 6,75    | 9       | 7,25    | 8       | 7,50    | 8       | 7,00    | 9       | 57,0 | 7,68  |
| 9  | Сімона Сабурет / Чарльз Сабурет     | Франція         | 9,00    | 9       | 6,00      | 9         | 7,50            | 9               | 7,75    | 8       | 7,00    | 9       | 6,25    | 9       | 7,25    | 8       | 61,0 | 7,14  |